# Jorge Coelho (basket-ball)
Pour les articles homonymes, voir Jorge Coelho.
Jorge Coelho, né le 18 octobre 1978, à Lisbonne, au Portugal, est un joueur portugais de basket-ball. Il évolue au poste d'ailier.

## Palmarès
- Coupe du Portugal : 2001, 2002, 2010, 2011